# Bruce Tulloh
Michael Swinton Tulloh , más conocido como Bruce Tulloh (Datchet, Reino Unido; 29 de septiembre de 1935-28 de abril de 2018), fue un atleta británico especializado en la prueba de 5000 m, en la que consiguió ser campeón europeo en 1962.

## Carrera deportiva
En el Campeonato Europeo de Atletismo de 1962 ganó la medalla de oro en los 5000 metros, con un tiempo de 14:00.6 segundos, llegando a meta por delante del polaco Kazimierz Zimny y del soviético Pyotr Bolotnikov (bronce).